# Sử Di Viễn
Sử Di Viễn (chữ Hán: 史彌遠, 1164 - 1233), tên tự là Đồng Thúc (同叔), là Hữu Thừa tướng nhà Nam Tống trong lịch sử Trung Quốc.
Sử Di Viễn là con trai của thừa tướng Sử Hạo. Vào thời Khai Hi, ông làm chính biến giết quyền thần Hàn Thác Trụ để nghị hòa với người Kim; từ đó bắt đầu thao túng đại quyền. Năm 1224, Tống Ninh Tông mất, ông giả chiếu chỉ phế hoàng tử, đưa Tống Lý Tông lên ngôi, sau đó trục xuất nhiều đại thần không cùng cánh, đề cử bọn gian thần tam hung, tứ mộc; Lý Tông mười năm ngồi trên ngai không có thực quyền, cho đến khi Di Viễn qua đời vào năm 1233.

## Buổi đầu làm quan
Sử Di Viễn chào đời năm thứ ba Long Hưng đời Tống Hiếu Tông (1164). Cha ông là tể tướng Sử Hạo (1104 - 1192), từng là thầy dạy cho Hiếu Tông khi chưa lên ngôi. Do danh tiếng của người cha, Di Viễn ngay từ nhỏ đã được bổ dụng các chức quan. Năm 1179 làm Thừa sự lang, sang 1181 đổi làm Thuyên Nghĩa lang, rồi Kiến Khang phủ liên liệu viện, Duyên Hải chế trí cán hàn công sự. Năm Thuần Hi 14 (1187), ông thi đỗ Tiến sĩ. Năm 1190 thời Tống Quang Tông nhận chức Đại Lý tự trực, năm sau dời làm Thái Xã lệnh. Năm 1192 dời làm Thái thường tự chủ bộ, sau ông lấy cớ cha mẹ già nên xin từ chức, đổi làm Chủ quản Trùng Hựu quan. Cũng năm này Sử Hạo chết, Di Viễn phải từ chức về chịu tang.
Năm 1196 thời Tống Ninh Tông, ông được bổ dụng trở lại làm Đại Lý tự trực, sau đổi Chư vương cung giáo thụ. Lúc này ông đề xuất với triều đình một số kế sách như tiến cử liêm khiết, lo việc đắp đê, khóa nông tang, mở kho thóc đề phòng thủy hoạn; sửa thành quách, rèn khí giới, tuyển tướng sĩ, trữ lương thực làm kế biên bị. Thừa tướng khi đó là Kinh Thang cho rằng về sau ông sẽ nắm cả chính quyền, nên đem con cháu đến nhờ vả. Năm 1198, nhận chức Xu mật viện biên tu quan, dời Thái thường thừa, sau kiêm Công bộ lang quan rồi Hình bộ lang quan. Năm 1200, cải Tông Chánh thừa; sau bị điều ra ngoài làm tri Trì châu. Năm 1204, ông là Đề cử Chiết Tây Thường Bình. Năm Khai Hi nguyên niên (1205) được triều về kinh thụ phong Tư phong lang quan kiêm Quốc sử biên tu, Thực lục kiểm thảo; rồi dời làm Bí thư thiếu giám, sau là Khởi cư lang. Năm 1206, giữ chức Tư Thiện đường trực giảng.

## Giết Hàn Thác Trụ
Từ sau khi Ninh Tông lên ngôi, đại thần Hàn Thác Trụ thao túng triều cương với chức vụ là Thái sư Bình chương quân quốc trọng sự. Thác Trụ phát động Khánh Nguyên đảng cấm, hãm hại nhiều đại thần trong triều, đưa phe cánh của mình lên. Từ năm 1206, Thác Trụ nghe nói ở miền bắc Kim quốc suy yếu, liền phát động Bắc phạt Khai Hi hòng thu phục Trung Nguyên. Nhưng quân Tống xuất chiến bất lợi, người Kim nhân đó phản kích, uy hiếp mạnh mẽ vùng Giang Hoài. Năm 1207 khi tình hình chiến sự có chút khởi sắc hơn cho quân Tống, người Kim buộc lòng phải nghĩ đến chuyện nghị hòa nhưng lại yêu cầu thủ cấp kẻ cầm đầu. Hàn Thác Trụ lo sợ quá, nên lại chuẩn bị ra quân hòng giành chiến thắng, lấy lại ưu thế trên bàn đàm phán. Từ khi bắc phạt, trăm họ ở Lưỡng Hoài chịu rất nhiều lầm than khổ sở, nay nghe Thác Trụ lại muốn bắc phạt, thì tiếng oán than vang vọng khắp nơi.
Trước tình hình đó, Sử Di Viễn dâng sớ xin dừng việc này lại và chỉ trích Hàn Thác Trụ. Sau khi sớ được dâng lên, có người khách cảnh báo ông rằng Thác Trụ mà biết tất sẽ trả thù, Thái phu nhân tuổi đã cao sẽ không thể chịu được cảnh xa lìa. Ông nói:
Việc nước như thế, dám nói thẳng thì có ích cho nước, lợi cho dân, ta cam tâm chịu tội vậy.
Sau đó Di Viễn được phong chức quyền Thị lang bộ Hình. Năm 1207, ông đổi thành Thị lang bộ Lễ kiêm Đồng tu quốc tử, kiêm việc ở cả bộ Hình. Khi đó tình hình bên ngoài rất gay go khi người Kim gây áp lực buộc triều Tống phải nộp kẻ đầu trò, tăng thuế 10 vạn, cắt đất lấy Trường Giang làm ranh giới, hoặc xưng thần để giữ lấy biên giới như trước. Di Viễn ra sức giãi bày tình hình nguy cấp. Dương hoàng hậu ở trong cung có liên hệ với Di Viễn và cũng ghét Hàn Thác Trụ. Hậu sai hoàng tử Vinh vương Nghiễm đàn hặc Thác Trụ và Hữu Thừa tướng Trần Tự Cường. Ninh Tông tỏ ra bực bội nói là không biết. Dương hậu lại ra sức to nhỏ bên tai Ninh Tông, rồi cho anh mình là Dương Thứ Sơn điều tra tội ác của Thác Trụ. Thứ Sơn đem việc này nói với Di Viễn. Di Viễn xin chỉ của Dương hậu, triệu Tiền Tượng Tổ là người bị Thác Trụ đuổi trước kia, về kinh. Lại bàn với Lễ bộ thượng thư Vệ Kinh, Tác phẩm lang Vương Cư An và Hữu tư lang Trương Từ, Tham tri chính sự Lý Bích kế hoạch lật đổ Thác Trụ.
Những hành động của Sử Di Viễn lâu ngày cũng bị Thác Trụ phát giác ra, nhưng có Lý Bích ra sức biện hộ. Di Viễn nghe chuyện thất kinh, bàn với Trương Từ. Trương Từ khuyên nên giết quách Thác Trụ đi. Di Viễn chấp nhận, báo với Dương hậu, trong đêm cầm hổ phù bí mật điều động binh tốt bảo vệ hoàng cung. Hậu tự tay viết chỉ giao cho Tiền Tượng Tổ để triệu chủ quan cung điện Hạ Chấn cùng 300 quân mai phục ở cầu Lục Bộ. Sáng hôm sau, ngày Ất Hợi (3) tháng 11 (24 tháng 11 năm 1207), Thác Trụ lên triều và bị phục binh của bọn Hạ Chấn giết chết.
Khi đó Sử Di Viễn chờ đợi ở triều môn đã lâu, bắt đầu lo sợ muốn cải trang bỏ trốn; thì Hạ Chấn đến báo việc đã xong. Hạ Chấn tuyên chiếu giết Tô Sư Đán, bãi chức Hữu thừa tướng của Trần Tự Cường, đày gia thuộc của Thác Trụ ra Lĩnh Nam... Sử Di Viễn cùng Tiền Tượng Tổ vào cung tâu việc giết Thác Trụ. Ninh Tông muốn phong cho ông làm Thiêm thư Xu mật viện, nhưng ông từ chối và chỉ nhận chức Thượng thư bộ Lễ kiêm Quốc sử thực lực viện tu soạn.

## Làm Thừa tướng thời Ninh Tông
Cuối năm 1207, sai sứ đến Kim dâng thủ cấp Hàn Thác Trụ và Tô Sư Đán. Hai nước ký hòa ước Gia Định, theo đó tiền thuế là 30 vạn, hai bên xưng nước bác nước cháu. Sử Di Viễn được phong Đồng tri Xu mật viện sự kiêm Thái tử tân khách, tiến phong tước bá. Năm 1208, nhận chức Tri Xu mật viện sự, rồi tiến tước Phụng Hóa hầu. Không lâu sau Ninh Tông bổ nhiệm ông làm Hữu Thừa tướng kiêm Xu mật sứ và Thái tử thái phó, tước Khai quốc công cùng với Tiền Tượng Tổ làm Tả Thừa tướng. Một năm sau, Sử Di Viễn có tang mẹ phải xin nghỉ; một năm sau được phục chức Hữu thừa tướng kiêm Thái tử thiếu sư. Lúc đó Tiền Tượng Tổ bị bãi, Sử Di Viễn trở thành người độc đoán, chuyên quyền.
Năm Gia Định thứ 4 (1211), ông dâng sớ xin Ninh Tông rửa oan cho cố tướng Triệu Nhữ Ngu bị Hàn Thác Trụ hãm hại, đồng thời phục quan tước cho các đại thần trước kia bị liệt vào phe Ngụy đảng trong Khánh Nguyên đảng cấm, gồm Chu Hi, Bành Quy Niên, Dương Vạn Lý, Lã Tổ Kiệm, trọng dụng con cháu của họ. Năm Gia Định thứ 14 (1221) được ban gia miếu tế khí. Di Viễn nhiều lần ra vào cung cấm khiến nhiều sử gia đời sau nghi ngờ, tuy nhiên trong Tống sử không hề ghi lại bất cứ chuyện gì. Chỉ có câu thơ của người đương thời có vẻ là ngầm châm chọc việc tư thông của Di Viễn với Dương hậu nhưng cũng không có chứng cứ xác đáng.

## Mưu việc phế lập
Cảnh Hiến thái tử Triệu Tuân mất sớm (1220), Ninh Tông vì hậu cung không sinh nở tiếp, nên phải chọn hoàng tự khác. Vốn là Tống Hiếu Tông có người con thứ là Ngụy Huệ Hiến vương Triệu Khải, Khải có con là Nghi Tĩnh Huệ vương Triệu Bính và Nghi vương không có con, nên lấy người cháu đời thứ 10 của Thái Tổ là Quý Hòa làm tự cho mình. Ninh Tông về sau quyết định phong Quý Hòa làm hoàng tử, ban tên mới là Hoành. Nhưng như thế thì Nghi vương không có người kế tự. Sử Di Viễn sai môn khách trong nhà là Dư Thiên Tích đến Thiệu Hưng tìm người trong tôn thất về kinh làm người nối dõi cho Nghi vương. Cuối cùng thì tìm được Triệu Dữ Cử là cháu 10 đời của Thái Tổ. Dữ Cử được ban tên là Quý Thành, nhận chức Bỉnh Nghĩa lang. Quý Thành tính tình cẩn trọng, ham học, dáng bộ nghiêm trang; Di Viễn thấy thế thì ngầm khen là có đại khí.
Lúc bấy giờ Sử Di Viễn, trong cung có Dương hậu chống lưng, bên ngoài phe cánh đầy triều, tha hồ tiếm đoạt quyền hành, muốn làm gì thì làm, muốn giết ai thì giết. Hoàng tử Hoành không vừa ý, có lời chê trách. Di Viễn biết được, liền bỏ tiền mua một ca kĩ dâng tặng hoàng tử để dò xét động tĩnh. Cuối cùng Di Viễn biết được rằng, hoàng tử thường ghi lại mấy tội ác của Di Viễn và Dương hoàng hậu, còn nói toạc ra rằng về sai sẽ đày Di Viễn đi suốt 8000 dặm, ra Ân châu. Di Viễn thất kinh, từ đó nuôi ý phế lập. Ông đem chuyện này bàn với Quốc tử học lục Trịnh Thanh Chi là thầy của Quý Thành. Thanh Chi đưa những bài văn của Quý Thành cho Di Viễn xem. Di Viễn ca ngợi tài năng của Quý Thành và chê bai hoàng tử Hồng trước mặt Ninh Tông.
Năm 1224, Ninh Tông bệnh nặng, Di Viễn sai Thanh Chi đến phủ Nghi vương bàn với Quý Thành ý định phế lập. Quý Thành đáp còn có mẹ già ở Thiệu Hưng nên không dám tự quyết. Thanh Chi nói lại với Di Viễn, cả hai hết lời khâm phục. Ngày Nhâm Thìn, bệnh của Ninh Tông trở nặng. Sử Di Viễn giả mạo chiếu chỉ lập Quý Thành làm hoàng tử, đổi tên là Quân, phong Vũ Thái quân tiết độ sứ, tước Thành quốc công. Tháng 8 nhuận ngày Đinh Dậu (18 tháng 9 năm 1224), Ninh Tông qua đời, hưởng thọ 57 tuổi. Di Viễn sai hai con Dương Thứ Sơn là Dương Cốc, Dương Thạch đến báo việc phế lập Dương hậu. Hậu nói
Tiên đế lập hoàng tử Hoành, sao có thể dễ dàng thay đổi.
Và nhất quyết không chịu. Dương Cốc phủ phục dưới đất, nói
Trong ngoài đều theo Thành quốc, nếu không lập e có biến, chỉ sợ Dương thị sẽ bị họa tru di mà thôi.
Hậu chần chừ một lát nữa, mới bằng lòng. Di Viễn triệu hoàng tử Quân vào cung yết kiến Dương hậu, căn dặn phải nhớ kĩ mình là Nghi vương thế tử không được nhầm lẫn. Hoàng tử vào cung, Dương hậu nói
Hôm nay ngươi chính là con của ta rồi.
Di Viễn cho hoàng tử Quân đến lạy linh cữu, rồi mới triệu hoàng tử Hoành. Hoành lấy lệnh đến chậm đã sinh nghi, nhưng cuối cùng cũng theo vào cung. Di Viễn bố trí vệ sĩ giữ hết tùy tùng của hoàng tử không cho đi theo và bảo Hạ Chấn trông coi hoàng tử cẩn thận. Hoàng tử thấy mình vẫn phải đứng ở chỗ cũ nghe di chiếu nên lo lắng. Một lúc sau thì thấy một vị thiên tử bước ra tuyên chiếu lên ngôi. Hoàng tử Hoành không còn cách nào cũng phải thuận theo, được phong Tế vương. Vua mới là Tống Lý Tông, tôn Dương hậu làm thái hậu buông mành nhiếp chính, truy phong phụ thân Hi Lư là Vinh vương, lấy em là Dữ Nhuệ nối tước ở nước Vinh.

## Thao túng triều quyền
Chỉ mấy hôm sau, Phan Nhiệm ở Hồ châu mưu phản, muốn lập Tế vương lên ngôi, kể tội Sử Di Viễn phế lập bừa bãi. Tế vương sợ việc không thành, nên đích thân cầm quân diệt trừ bọn Phan Nhiệm. Khi đó Sử Di Viễn sai Bành Nhâm đưa quân đến Hồ châu thì Tế vương đã dẹp loạn xong. Di Viễn lại tìm kế khác, nói Tế vương lâm bệnh, sai Dư Thiên Tích giả tiếng cùng ngự y đến chữa rồi bí mật giết chết Tế vương, phao là lâm bệnh qua đời.
Trong triều, các đại thần Chân Đức Tú, Ngụy Liễu Ông lên tiếng kêu oan cho hoàng tử Hoành. Di Viễn đùng đùng nổi giận, liền tiến cử bọn Lương Thành Đại, Lý Tri Hiếu, Mạc Trạch vào Gián viện để chuyên lo việc áp chế các đại thần, người đương thời gọi chúng là tam hung. Di Viễn lại giật dây cho chúng hặc tội Chân Đức Tú, Ngụy Liễu Ông và Tế vương. Hai đại thần này cũng bị bãi chức. Bản thân Di Viễn được phong Thái sư, vẫn kiêm giữ chức Hữu Thừa tướng, Tri Xu mật, tiến tước Ngụy công; ông sáu lần từ chối. Năm 1226, được bái làm Thiếu sư, ban cho ngọc đái. Năm 1228, được bái làm Thái phó nhưng ông tám lần từ không nhận.
Lúc này triều đình nhà Tống gặp phải cuộc nổi dậy của Lý Toàn. Nguyên Toàn trước kia làm thủ lĩnh đội quân Hồng áo tặc một thời hoành hành chấn động Kim quốc, về sau bị đánh bại phải hàng Tống, từng giúp Tống đánh thắng Kim nhiều trận. Về sau Toàn sinh ra kiêu ngạo, giật dây cho Khánh Phúc giết hại chế trí sứ Hoài Đông Hứa Quốc. Tin tức bay về Lâm An, Sử Di Viễn tìm cách vỗ về Lý Toàn, phong cho Từ Hi Tắc là bạn cũ của Toàn làm chế trí sứ mới. Lý Toàn vờ cho giết mấy kẻ loạn đảng. Từ Hi Tắc tiếng là chế trí sứ nhưng việc gì cũng phải nghe Lý Toàn. Bành Nghĩa Bân ở Ân châu căm hận việc làm của Toàn, liền dẫn quân đánh và thắng mấy trận. Nghĩa Bân dâng thư xin diệt hẳn mầm họa. Triệu Phạm ở Dương châu cũng có lời khuyên tương tự, Di Viễn không theo, cứ cố tình dung túng cho Toàn. Bành Nghĩa Bân về sau giao chiến với quân Mông Cổ ở Chân Định và bị giết. Quân Mông Cổ cho quân tiến xuống áp sát sông Hoài. Lý Toàn sai anh là Lý Phúc đến Sở châu xin cứu viện. Sử Di Viễn cho điều Từ Hi Tắc về, phong Lưu Trác làm Hoài Đông chế trí sự. Tổng quản Trung Nghĩa quân ở Vu Thai là Hạ Toàn bị vợ Lý Toàn là Dương thị dụ dỗ đánh Lưu Trác nhưng thất bại phải sang hàng Kim.
Năm 1226, Sử Di Viễn bổ dụng Diêu Dũng làm tri Sở châu kiêm Hoài Đông chế trí sứ. Thực ra thì Diêu Dũng chỉ là bù nhìn trong tay bọn tướng dưới quyền. Lý Phúc dùng kế giết Lưu Khánh Phúc, rồi vay lương thực của Diêu Dũng nhưng không được liền đuổi Dũng. Kể từ khi Sở châu liên tiếp có chuyện, triều đình cho bỏ chức chế trí sứ, không còn khinh Hoài trọng Guang nữa. Năm sau, bọn Quốc An Dụng, Diêm Thông, Vương Nghĩa Thâm và Hình Đức giết Lý Phúc, đuổi Dương thị ra Hải châu. Lý Toàn nghe tin quyết kế trả thù, cùng bọn Mông Cổ đánh Hoài Nam. Quốc An Dụng giết bọn Trương, Hình, đầu hàng Toàn. Sử Di Viễn sai sứ đến nói nếu Toàn không đánh Hoài Nam thì sẽ ban tiết việt. Toàn vờ nghe theo, từ đó chiếm biên cương vùng Hoài, xưng thần với cả Tống và Mông Cổ. Quần thần biết Lý Toàn là người phản loạn, nhưng ngại Sử Di Viễn nên không dám nói. Về sau do thiếu lương thực, Toàn còn cả gan đến cướp lúa ở Lâm An. Do tri Dương châu Thạch Triều Tông cướp lúa, Toàn cho quân đánh Dương châu. Di Viễn thấy nguy nên xin phong Lý Toàn làm Tiết độ sứ hai trấn Chương Hóa, Bảo Khang kiêm Kinh Đông phủ sứ, bãi miễn Thạch Triều Tông, đưa Triệu Phu lên thay. Lý Toàn thừa dịp lấn tới, cho đòi tăng lương tiền cho quân sĩ.
Triệu Phạm, Triệu Quỳ cùng Triệu Thiện Tương căm ghét Lý Toàn. Từ màu hạ năm 1228, Sử Di Viễn bị bệnh nghỉ phép, Trịnh Thanh Chi chủ trương tiêu diệt phản loạn, triều đình liền kết tội Lý Toàn. Toàn giận lắm, đem quân đánh Dương châu. Sử Di Viễn lúc này đã khỏi bệnh, gửi thư cho Toàn đồng ý tăng lương tiền cho 5000 quân, khuyên Toàn về hàng nhưng Toàn không theo. Toàn đưa quân đánh hai châu Thông, Thái rồi đánh tiếp Dương châu. Bấy giờ là mùa đông năm thứ ba Thiệu Định (1230), Lý Toàn vây Dương châu đến tận mùa xuân năm 1231. Tại Lâm An, Sử Di Viễn coi như bí thế, chỉ trông chờ vào biên tướng bên ngoài mà thôi. Một buổi tối nghe tin Dương châu binh bại thành mất, Di Viễn sợ quá, liền mặc áo khoác chạy ra sau, toan nhảy xuống giếng tự tử, may nhờ có người thiếp là Lâm thị ngăn lại. Tuy nhiên cuối cùng Triệu Phạm và Triệu Quỳ đánh bại và giết được Lý Toàn.

## Qua đời
Sau sự việc đó, Sử Di Viễn bị giáng phong Phụng Hóa quận công, đến xuân năm 1232 được phục tước. Không lâu sau được bái làm thái sư, Tả Thừa tướng kiêm Xu mật sứ cùng Trịnh Thanh Chi làm Hữu thừa tướng. Khi đó ông ủng hộ việc triều đình đánh Thái châu, tiêu diệt triều Kim. Không lâu sau Di Viễn có bệnh xin nghỉ, được phong Chiêu Tín quân tiết độ sứ, sung Lễ Tuyền quan sứ, gia phong Cối Kê quận vương. Năm 1233, Sử Di Viễn qua đời, thọ 70 tuổi. Lý Tông nghỉ triều ba ngày, truy tặng Trung thư lệnh, tước Vệ vương, thụy hiệu là Trung Hiến.
Sử Di Viễn cầm quyền 26 năm. Ban đầu giết chết Hàn Thác Trụ, làm tướng dưới thời Ninh Tông 17 năm. Chuyện phế Tế vương không phải là ý của Ninh Tông. Tôn lập Lý Tông, một mình giữ tướng vị suốt 10 năm, chuyên quyền độc đoán. Lý Tông chuộng tài nên ân lễ long trọng, trước sau như nhất. Lúc mới làm tướng thì chuộng hiền tài, khác với Hàn Thác Trụ. Về sau Tế vương chết không rõ ràng, đình thần chê trách. Lại cho Thiêm Nhâm bài xích chính sĩ, quyền nghiêng trong ngoài, Lý Tông ngồi trên ngai 10 năm mà không có thực quyền, đến đây mới có thể thân chính, liền cho đuổi bọn tam hung và tứ mộc, trọng dụng chính sĩ, triều chính một thời khởi sắc, sử xưng là Đoan Bình canh hóa.
Di Viễn có hai người con trai, một con rể và 5 cháu đều làm quan to, người cháu họ là Sử Tung Chi cũng làm tể tướng triều Nam Tống.